# 愛のバクダン
「愛のバクダン」（あいのバクダン）は、日本の音楽ユニット・B'zの楽曲。2005年3月9日にVERMILLION RECORDSより38作目のシングルとして発売された。

## 概要
前年のソロ活動明けからの再始動第1弾となった作品。14thアルバム『THE CIRCLE』からの先行シングル。
ジャケットは複数の幼稚園児やスタッフ及びその親戚・知人たちによって描かれたもの。
初回限定盤と通常盤の2形態で発売され、初回限定盤のみ「愛のバクダン (TV STYLE)」（カラオケ）、「愛のバクダン (GUITAR SOLO LESS)」の2トラックを追加収録しており、また、ギタータブ譜も付属されている。B'zのシングルで最も収録曲数が多い作品であり、5th beatが存在するのは、このシングルの初回盤のみである。初回盤・通常盤ともCDのジャケットは同じだが、ケースのメンバー2人の写真が異なる。
オリコンシングルチャートで、34作連続での初登場首位を獲得し、自身が持つ初登場首位獲得記録を更新した。さらに、この作品でオリコン首位獲得週数が51週となり、松田聖子の首位獲得週数（50週）を抜いて、ピンク・レディーの首位獲得週数（63週）に続いて単独2位となった。

## ミュージック・ビデオ
本作のMVは3種類制作されており、MVが3種類制作されたのは「LOVE PHANTOM」以来2曲目。
始めに、サビでブランコのシーンが挿入されているものが制作された。
後に火薬が飛び交うスタジオで演奏しているものが撮影され、こちらが3種類のPVの中で唯一のフルバージョンである。映像の中にはベスト・アルバム『B'z The Best "Treasure"』のクイズの応募はがきで正解者10万人が貰えたB'z人形も登場している。なお、このMVでは、ドラマーとして山口昌人が出演しているほか、イントロ及び間奏のアコースティック・ギターの部分が映像に合わせてエレクトリック・ギターに差し替えられた音源が使われている。また、映像内で稲葉が着用しているTシャツは、後にアルバムツアー『B'z LIVE-GYM 2005 "CIRCLE OF ROCK"』のグッズとして販売された。
2013年に発売されたベスト・アルバム『B'z The Best XXV 1999-2012』の初回特典DVDには、このMVが収録されている。
『THE CIRCLE』のプロモーション用でL.A.ver.も制作された。こちらにはドラマーとしてレコーディングにも参加しているシェーン・ガラースが出演している。

## 収録曲
| 全作詞: 稲葉浩志、全作曲: 松本孝弘、全編曲: 松本孝弘・稲葉浩志・徳永暁人。 |                                     |          |            |      |
| #                                                                          | タイトル                            | 作詞     | 作曲・編曲 | 時間 |
| 1.                                                                         | 「愛のバクダン」                    | 稲葉浩志 | 松本孝弘   | 4:24 |
| 2.                                                                         | 「Fever」                           | 稲葉浩志 | 松本孝弘   | 4:16 |
| 3.                                                                         | 「甘く優しい微熱」                  | 稲葉浩志 | 松本孝弘   | 4:41 |
| 4.                                                                         | 「愛のバクダン (TV STYLE)」         | 稲葉浩志 | 松本孝弘   | 4:26 |
| 5.                                                                         | 「愛のバクダン (GUITAR SOLO LESS)」 | 稲葉浩志 | 松本孝弘   | 4:22 |
| 合計時間:                                                                  | 合計時間:                           | 22:09    |            |      |

| 全作詞: 稲葉浩志、全作曲: 松本孝弘、全編曲: 松本孝弘・稲葉浩志・徳永暁人。 |                    |          |            |      |
| #                                                                          | タイトル           | 作詞     | 作曲・編曲 | 時間 |
| 1.                                                                         | 「愛のバクダン」   | 稲葉浩志 | 松本孝弘   | 4:24 |
| 2.                                                                         | 「Fever」          | 稲葉浩志 | 松本孝弘   | 4:16 |
| 3.                                                                         | 「甘く優しい微熱」 | 稲葉浩志 | 松本孝弘   | 4:37 |
| 合計時間:                                                                  | 合計時間:          | 13:17    |            |      |

## 楽曲解説
1. 愛のバクダン
  - 2007年リリースの海外配信限定アルバム『B'z』に、リミックスバージョンが収録されている[注釈 2]。
  - 2012年7月リリースの配信限定アルバム『B'z』には、全英詞の再録バージョン「Love Bomb」が収録されている。
  - テレビでの披露も非常に多く（B'zの楽曲では最多）、テレビ朝日系列のミュージックステーションでは3度披露されている[注釈 3]。
  - ライブの定番曲の一つであり、演奏の際は2番の｢君のvoice｣の歌詞を、会場の地名（東京での公演の場合「東京のvoice」）に変えて歌っている。
2. Fever
  - 松本はデビュー当時のKISSや70年代半ばぐらいのイメージで音作りを行っており、きっかけはメロディーを聴いたドラマーのシェーン・ガラースが「古いタイプの音でやろう」と提案し、その音を周囲が気に入ったためである。またドラムについては、タオルをかけてサスティンを無くすような音作りをしたという[10]。
  - 2nd beatとしては「LOVE & CHAIN」（『LADY-GO-ROUND』の2nd beat）以来15年ぶりにオリジナル・アルバムに収録された。
  - 砂浜で二人がサビを演奏する映像で構成されたPVが存在する。
  - 『B'z LIVE-GYM 2005 "CIRCLE OF ROCK"』以降長らく演奏されていなかったが、2020年に行われた無観客配信ライブ『B'z SHOWCASE 2020 -5 ERAS 8820-』のDay4で約15年ぶりに演奏された[11]。
3. 甘く優しい微熱
  - 本作で唯一、アルバム未収録およびライブ未演奏。
4. 愛のバクダン (TV STYLE)
  - ボーカル音を排除した、伴奏のみの音源。
5. 愛のバクダン (GUITAR SOLO LESS)
  - ギターソロを排除した音源。

## タイアップ
- テレビ東京系『JAPAN COUNTDOWN』3月エンディングテーマ（#1）
- ゼスプリ・インターナショナル・ジャパン「ゼスプリ ゴールド・キウイ」CMソング（#1）

## 参加ミュージシャン
- 松本孝弘:ギター、全曲作曲・編曲
- 稲葉浩志:ボーカル、全曲作詞・編曲
- 徳永暁人:ベース、全曲編曲
- シェーン・ガラース:ドラム・パーカッション

## 収録アルバム
愛のバクダン
- THE CIRCLE
- B'z The Best "Pleasure II"
- B'z (2007年のアルバム)（ミックスバージョン「Ai No Bakudan」）
- B'z The Best "ULTRA Pleasure"
- B'z (2012年のアルバム)（英語詞バージョン「Love Bomb」）
- B'z The Best XXV 1999-2012

Fever
- THE CIRCLE

## ライブ映像作品
愛のバクダン
- SPLASH!（特典DVD）
- B'z LIVE-GYM 2006 "MONSTER'S GARAGE"
- B'z LIVE in なんば
- B'z The Best "ULTRA Treasure"（特典DVD）
- B'z LIVE-GYM Pleasure 2008 -GLORY DAYS-
- B'z LIVE-GYM 2010 "Ain't No Magic" at TOKYO DOME
- B'z LIVE in なんば 2006 & B'z SHOWCASE 2007 -19- at Zepp Tokyo
- B'z LIVE-GYM 2005 -CIRCLE OF ROCK-
- B'z LIVE-GYM Pleasure 2013 ENDLESS SUMMER -XXV BEST-
- B'z LIVE-GYM 2015 -EPIC NIGHT-
- B'z COMPLETE SINGLE BOX（特典DVD）
- B'z LIVE-GYM Pleasure 2018 -HINOTORI-
- B'z SHOWCASE 2020 -5 ERAS 8820- Day1〜5
- B'z LIVE-GYM 2022 -Highway X-

Fever
- SPLASH!（特典DVD）
- B'z LIVE-GYM 2005 -CIRCLE OF ROCK-
- B'z SHOWCASE 2020 -5 ERAS 8820- Day1〜5